# Osuđenici (strip)
Osuđenici je 81. epizoda strip serijala Ken Parker. Objavljena je u br. 1. specijalnog izdanja Ken Parkera izdavačke kuće System Comics u maju 2006. godine. Sveska je koštala 120 dinara (1,75 $; 1,45 €). Epizodu je nacrtao Ivo Milazzo, a scenario napisao Đankarlo Berardi. Epizoda je imala ukupno 180 strana.

## Originalna epizoda
Originalna epizoda objavljena je premijerno u Italiji pod naslovom I condannati u specijalnom izdanju u julu 1996. godine. Cena  sveske iznosila je 5.000 lira.

## Kratak sadržaj
Nakon ugušene pobune zatvorenika u zatvoru Jackson u Južnoj Dakoti (epizoda Dašak slobode), Ken se prebacuje u zatvor u Fort Lauderdale. Zatvor je smešten u sred ogromne močvare pune aligatora. Deo osuđenika veruje da će dobiti reviziju kazne, deo da će uspetii da pobegne. Ken se miri sa sudbinom i prihvata život u zatvoru.